# Astronomische Nachrichten
Astronomische Nachrichten (nemško Astronomske novice, angleško Astronomical Notes), eden izmed prvih mednarodnih časopisov na področju astronomije, je leta 1821 ustanovil nemški astronom Heinrich Christian Schumacher. To naj bi bila najstarejša astronomska revija na svetu, ki še vedno izhaja. Schumacher je uredil njenih 31 zvezkov.
V publikaciji danes izhajajo članki s področja solarne fizike, zunajgalaktične astronomije, kozmologije, geofizike in uporabe inštrumentov s teh področij.
Tudi druge astronomske revije so začeli izdajati približno v tem času. Na primer britanska Monthly Notices of the Royal Astronomical Society (MNRAS) od leta 1827. Revija Astronomische Nachrichten je vzpodbudila ameriškega astronoma Benjamina Apthorpa Goulda da je leta 1850 v ZDA začel izdajati revijo Astronomical Journal (AJ).